# NGC 824
NGC 824 je galaksija u zviježđu Kemijska peć.

## Vanjske poveznice
- SEDS: NGC 824